# Černýš (Perštejn)
Černýš (německy Tschirnitz) je vesnice, část obce Perštejn v okrese Chomutov. Nachází se asi 2 km na jihovýchod od Perštejna. V roce 2014 zde bylo evidováno 192 adres. V roce 2011 zde trvale žilo 118 obyvatel ve 46 domech.
Černýš je také název katastrálního území o rozloze 4,12 km². V katastrálním území Černýš leží i Lužný a Perštejn.

## Název
Název vesnice je odvozen z příjmení, které znamenalo černoch, mouřenín, nebo pravděpodobněji bylo odvozeno od rostlinného druhu černýš (staročesky črnýš). V historických listinách se jméno vyskytuje ve tvarech: Czerniss (1431), in Czernyssy (1445), Czernyzž (1445), Czernyss (1460), Czerniz (1508), Czernicz (1545), ve vsi Cžernotczy (1612), Czirnicze (1654), Cžernicz (1787) nebo Tschirnitz a Černitz (1846).

## Historie
Nejstarší dějiny vesnice jsou nejasné. Jako rok první písemné zmínky se často uvádí rok 1431, ale podle Theodora Schütze se v Reliquiae tabularum terrae nachází starší zmínky z let 1336 a 1392. Podle Rudolfa Anděla vesnice patřila až do roku 1604 k panství hradu Perštejn. V roce 1431 si však bratři Aleš a Vilém ze Šumburka rozdělili perštejnské panství a Černýš zůstal v Alešově části u Perštejna. Aleš vesnici roku 1445 prodal bratru Vilémovi, který ji připojil k šumburskému panství. Vilém ze Šumburka své panství v roce 1449 prodal Vilémovi z Ilburka, který je vlastnil přibližně čtyři roky. Pro vysoké dluhy musel i on rozprodat majetek a Šumburk a Klášterec od něj získali bratři Fictumové, kteří se s ostatními věřiteli vyrovnali.
Ještě roku 1512 Černýš patřil k Šumburku, ale po smrti Opla z Fictumu si jeho dědicové majetek rozdělili na díly, a Černýš patřil mezi vesnice, které roku 1559 koupil Petr Boryně ze Lhoty. O rok později byl zabit na cestě mezi Kláštercem a Šumburkem a o dědictví po něm se podělily dcery Markéta a Benigna. Černýš připadl Markétě, která po smrti druhého manžela prodala roku 1604 Černýš s Okounovem, Horou, Telcovem a Tunkovem bratrům Steinsdorfům ze Steinsdorfu na Hlubanech. Ještě v témže roce tento majetek koupil Kryštof z Fictumu a připojil jej ke kláštereckému panství. V kupní smlouvě je poprvé zmíněna tvrz. Poslední zmínka o ní pochází z roku 1623, kdy klášterecké panství zkonfiskované posmrtně Kryštofovi z Fictumu za účast na stavovském povstání koupil Kryštof Šimon Thun. Místo, kde tvrz stávala, je neznámé.
Během třicetileté války v Černýši často tábořily vojenské oddíly, jejichž přítomnost vedla ke zchudnutí vesnice. Podle berní ruly z roku 1654 byly domy ve špatném stavu a žilo v nich jedenáct chalupníků, tři zahradníci a pět rodin bez pozemků. Celkem chovali 26 krav, 42 jalovic, čtyři ovce, čtyři prasata a čtrnáct koz. Ve vsi byl poplužní dvůr, u kterého robotovali obyvatelé Smilova, Ondřejova, Okounova a Hory. Obilí se mlelo v panském mlýně v Lužném a při nedostatku vody v Perštejně.
Ve druhé polovině devatenáctého století se u Černýše začal rozvíjet průmysl. Po roce 1860 byla asi půl kilometru od vesnice postavena tkalcovna, jejíž provoz ukončil požár v roce 1893. Ztráta zaměstnání přiměla asi sto lidí, aby se z Černýše odstěhovali. Ještě před koncem devatenáctého století byla na stejném místě vybudována nová přádelna bavlny, ve které pracovalo 270 dělníků. Roku 1913 továrnu koupili noví majitelé a upravili ji na výrobu volnoběžek do jízdních kol. Podnik Fahrradteile Fabrik potom fungoval do roku 1925, kdy se výroba zaměřila na kuličky a později celá kuličková ložiska. O tři roky se závod stal částí švédské firmy Schwedisch Kugelager Fabrik (SKF) se sídlem v Göteborgu, a část zaměstnanců byla propuštěna. Menšími podniky v Černýši byly dvě pily, cihelna, výrobna žitné a sladové kávy a od roku 1939 výrobna prýmků, ve které se údajně vyráběly i dřevěné hračky. V roce 1943 zaměstnávala 50 dělníků a její provoz byl ukončen roku 1948.
Výroba v továrně SKF pokračovala i během druhé světové války, kdy se na ní podíleli váleční zajatci z přilehlého zajateckého tábora. V táboře bývalo internováno kolem sta zajatců, ale celkem jím prošlo asi 400 lidí z Belgie, Francie, Itálie a Sovětského svazu. Na začátku roku 1945 spadlo v blízkosti hájovny (tzv. zámečku) několik bomb z poškozeného letadla, které se pilot snažil odlehčit. Roku 1948 byla továrna SKF od Švédů odkoupena, ale její provoz přetrval až do roku 1970, kdy byla výroba přestěhována do podniku ZKL v Klášterci nad Ohří.
V první polovině dvacátého století se výrazně změnil ráz vesnice. Elektrifikace proběhla už na počátku století. Původně převažující hrázděné domy byly nahrazeny zděnými. Po druhé světové válce byly vybudovány dva spádové vodovody, které nahradily staré dřevěné roury, jež přiváděly vodu z vrchu Hradiště do otevřených koryt ve vsi. V roce 1947 bylo založeno zemědělské strojní družstvo. V sedmdesátých a osmdesátých letech dvacátého století vznikala rozsáhlá rekreační chatová oblast, do které byla elektřina zavedena až v roce 1985. V roce 1993 byl ve vsi otevřen obchod se smíšeným zbožím, který svou pojízdnou prodejnou zásoboval také Údolíčko a Vykmanov.

## Obyvatelstvo
Při sčítání lidu v roce 1921 zde žilo 422 obyvatel (z toho 205 mužů), z nichž byli dva Čechoslováci, 384 Němců a 36 cizinců. Kromě 25 evangelíků patřili k římskokatolické církvi. Podle sčítání lidu z roku 1930 měla vesnice 539 obyvatel: devět Čechoslováků, 518 Němců a dvanáct cizinců. S výjimkou čtrnácti evangelíků a jednoho člověka bez vyznání se hlásili k římskokatolické církvi.
|                                                                        | 1869 | 1880 | 1890 | 1900 | 1910 | 1921 | 1930 | 1950 | 1961 | 1970 | 1980 | 1991 | 2001 | 2011 | 2021 |
| ---------------------------------------------------------------------- | ---- | ---- | ---- | ---- | ---- | ---- | ---- | ---- | ---- | ---- | ---- | ---- | ---- | ---- | ---- |
| Obyvatelé                                                              | 373  | 503  | 483  | 373  | 377  | 422  | 539  | 359  | 391  | 316  | 340  | 198  | 157  | 118  | 126  |
| Domy                                                                   | 40   | 52   | 60   | 54   | 54   | 56   | 86   | 75   | —    | 61   | 72   | 63   | 41   | 46   | 47   |
| Počet domů z roku 1961 je zahrnut v celkovém počtu domů obce Perštejn. |      |      |      |      |      |      |      |      |      |      |      |      |      |      |      |

## Pamětihodnosti

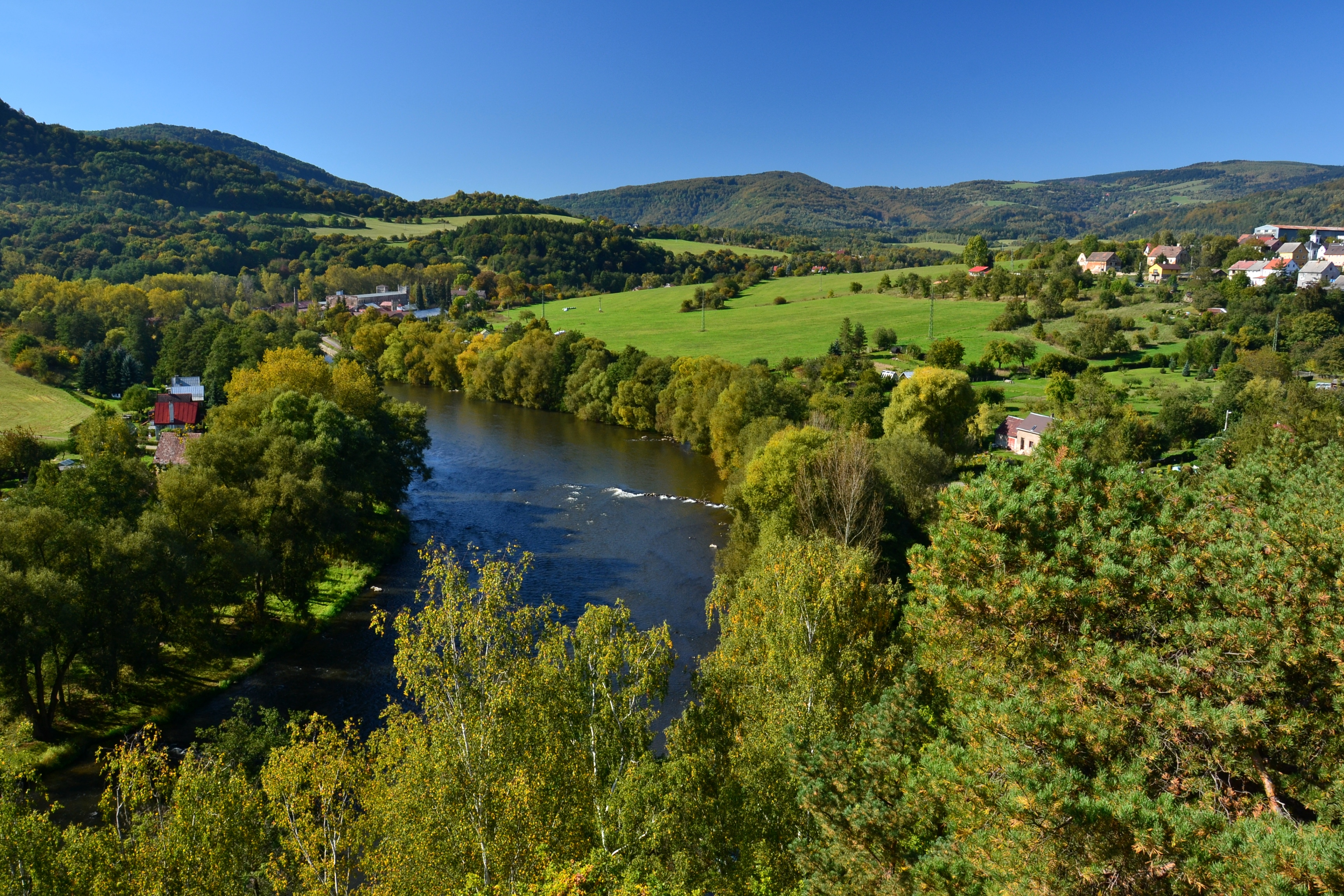
Údolí Ohře pod vesnicí, v pozadí Doupovské hory

- Ve středu vesnice stojí kaple Zmrtvýchvstání Ježíše Krista postavená v letech 1833–1834.[10]
- V katastrálním území Černýše se dochovaly dva smírčí kříže. Jeden stojí u cesty do Lužného.[19] Pochází přibližně z poloviny sedmnáctého století,[20] je vytesán z pískovce, měří 90 × 34 centimetrů[19] a je chráněn jako kulturní památka.[20] Druhý kříž stojí na severovýchodním okraji vesnice, měří 130 × 77 centimetrů a v roce 1998 byl zrekonstruován.[19]
- Poblíž vesnice rostou dva památné stromy. Jedním je dub u osady Černýš (dub letní) po pravé straně údolí Šumburského potoka, asi tři čtvrtě kilometru východně od vesnice. Dub s obvodem kmene přes tři metry měří na výšku 25 metrů.[21] Druhým památným stromem je lípa v Černýši (lípa malolistá) na jihovýchodním úpatí vrchu Hradiště, asi jeden kilometr severně od vesnice. Je vysoká dvacet metrů a obvod kmene měří 450 centimetrů.[22]